# Cacodaemon gracilis
Cacodaemon gracilis is een keversoort uit de familie zwamkevers (Endomychidae). De wetenschappelijke naam van de soort werd in 1968 gepubliceerd door Stroheckar.